# 修道王
修道王（しゅうどうおう、または立、? - 紀元前615年）は、第22代箕子朝鮮王。王在位期間は、紀元前634年 - 紀元前615年。諡は修道王。諱は立。王位は徽襄王（通）が継承。